# Ekstraliga czeska w rugby (2004/2005)
Ekstraliga czeska w rugby (2004/2005) (od nazwy głównego sponsora KB Extraliga) – trzynasta edycja najwyższej klasy rozgrywkowej w rugby union w Czechach. Zawody odbywały się w dniach 21 sierpnia 2004 – 25 czerwca 2005. Tytułu broniła drużyna RC Říčany.
W rozgrywkach triumfowała drużyna RC Říčany pokonując w trzech meczach finałowych zespół RC Tatra Smíchov. Do I ligi spadł natomiast zespół RC Slavia Praga przegrywając w barażach o utrzymanie z RC Brno Bystrc.

## System rozgrywek
Rozgrywki ligowe prowadzone były w pierwszej fazie systemem kołowym według modelu dwurundowego w okresie jesień-wiosna. Druga faza rozgrywek dla czołowych czterech drużyn obejmowała mecze systemem pucharowym o mistrzostwo kraju (play-off do dwóch zwycięstw). Zespoły z dolnej połowy tabeli natomiast rozegrały spotkania o utrzymanie w najwyższej klasie rozgrywkowej ponownie systemem kołowym, otrzymując w zależności od zajętego w fazie zasadniczej miejsca od zera do trzech punktów.
Zwycięzcy półfinałów play-off zmierzyli się w meczach o mistrzostwo kraju, przegrani zaś w meczu o brązowy medal. Najsłabsza drużyna grupy spadkowej rozegrała zaś dwumeczowy baraż ze zwycięzcą I ligi.

## Play-off
|  | Półfinały | Półfinały        | Półfinały |  |  | Finał             | Finał             | Finał             |
|  |           |                  |           |  |  |                   |                   |                   |
|  | 1         | RC Říčany        | 37 35     |  |  |                   |                   |                   |
|  | 4         | RC Havířov       | 14 19     |  |  |                   |                   |                   |
|  |           |                  |           |  |  |                   | RC Říčany         | 7 23 38           |
|  |           |                  |           |  |  |                   | RC Tatra Smíchov  | 36 20 5           |
|  | 2         | RC Tatra Smíchov | 48 16 37  |  |  |                   |                   |                   |
|  | 3         | RC Dragon Brno   | 16 22 12  |  |  | Mecz o 3. miejsce | Mecz o 3. miejsce | Mecz o 3. miejsce |
|  |           |                  |           |  |  |                   |                   |                   |
|  |           |                  |           |  |  |                   | RC Havířov        | 20 21 23          |
|  |           |                  |           |  |  |                   | RC Dragon Brno    | 21 17 15          |

## Baraże
|  | Baraże          |      |
|  |                 |      |
|  | RC Brno Bystrc  | 23 6 |
|  | RC Slavia Praga | 18 6 |